# Баграт II Багратуні
Баграт II Багратуні (вірм. Բագրատ Բ Բագրատունի; д/н —851) — 2-й ішханац ішхан (князь князів) у 826—851 роках.

## Життєпис
Старший син ішханац ішхана Ашота IV. Після смерті 826 року батька успадкував його титул (в ньому затверджено халіфом аль-Мамуном 830 року), а землі розділив з братом Смбат, отримавши Тарон, Хойт і Сасон. При цьому призначив Смбата спарапетом.
Як й його батько тривалий час зберігав вірність Багдадськомухаліфату. Незважаючи на власне бажання доєднатис ядо повстання Бабека, Баграт II обмежився лише таємною підтримкою останнього, але не наваживсявідкрито виступити проти центрального уряду. 838 року брав участь у військовій кампанії Альмотасима, відзначився у перемозі біля Анзені.
Невдовзі ступив у суперечку з братом. У 841 році Баграт II змусив вірменських єпископів скинути католикоса Іване IV, але того було відновлено за підтримки Смбата. При цьому останній виявляв все більш незалежницькі прагнення, змусивши еміра Халіда ібн Язіда аль-Шейбані, змусивши того залишити Вірменський емірат. 842 року Баграт II очолив антиарабський спротив, змусивши новогое міра Алі ібн Хусейна незалишати резиденції в Барда. В результаті вірмени перестали сплачувати данину заліфу. Цьому сприяло нове протистояння за владу в халіфаті.
У 847 році халіф Аль-Мутеваккіль призначив нового валі Армінії Абу-Саїда Мухаммада аль-Марвазі. Коли той прибув зі своєю армією, на кордоні його зустріли посланці Баграта II з подарунками та обіцяною справно сплачувати данину, що дозволило не допустити арабських митників до країни.
Але у 849 році Ашот Арцруні, ішхана Васпуракану, відкрито повстав проти арабського панування. Успіхи ішхана призвелидо долучення Баграта II у 850 році. Разом вони в битві біля Муша завдали поразки арабам на чолі із Мусою ібн Зураром. за цим було знищено арабських поселян на більшійтериторії Вірменського емірату. 851 року почалося загальне повстання. Але того ж року під час перемовин з еміром Юсуфом ібн Абу-Саїдом Баграта Багратуні було підступно схоплено, засліплено та заслано до Самарри (тодішній резиденції халіфа), де той невдовзі помер.

## Родина
- Ашот (835—878), ішхан Тарона
- Давид (840—895), ішхан Тарона
- Торнік